# Un délicieux petit diable
Pour plus de détails, voir Fiche technique et Distribution.
Un délicieux petit diable (The Delicious Little Devil) est un film muet américain réalisé par Robert Z. Leonard, sorti en 1919.

## Synopsis
Lorsque Mary McGuire se retrouve au chômage, elle décide d'aider sa mère, une blanchisseuse, à subvenir aux besoins de son père et de son oncle, deux paresseux alcooliques, en devenant danseuse. Elle pose sa candidature pour le poste de danseuse et d'hôtesse dans un cabaret et l'obtient en se faisant passer pour Gloria De Moin, la célèbre danseuse espagnole maîtresse du duc de Sauterne, qui, selon les journaux, a récemment disparu. Au cabaret, Mary doit constamment cacher son passé vertueux pour garder son travail. Elle tombe amoureuse de Jackie Calhoun, le fils d'un entrepreneur millionnaire, qui a peur de faire sa demande en mariage à cause de son passé supposé. Le père de Jackie essaie de mettre fin à la romance en organisant une fête et en invitant le duc. Lorsque le père et l'oncle de Mary y assistent également, M. Calhoun découvre que lui et M. McGuire, tous deux Irlandais, avaient été maçons ensemble, et donc il accepte le mariage.

## Fiche technique
- Titre original : The Delicious Little Devil
- Titre français : Un délicieux petit diable
- Réalisation : Robert Z. Leonard
- Scénario : Harvey F. Thew, d'après une nouvelle de Harvey F. Thew et John B. Clymer
- Photographie : Allen G. Siegler
- Production : Carl Laemmle
- Société de production : Universal Film Manufacturing Company
- Société de distribution :  Universal Film Manufacturing Company,  Pathé
- Pays de production :  États-Unis
- Langue originale : anglais
- Format : Noir et blanc  — 35 mm — 1,33:1 — Film muet
- Genre : Comédie dramatique
- Durée : 63 minutes
- Dates de sortie : 
  - États-Unis : 12 avril 1919
  - France : 14 février 1920
- Licence : Domaine public

## Distribution
- Mae Murray : Mary McGuire ( VO ) Vivette ( VF )
- Harry L. Rattenbury : Patrick McGuire ( VO ) le père de Vivette ( VF )
- Richard Cummings : Oncle Barnley ( VO ) Oncle Tourtebaisse ( VF )
- Rudolph Valentino : Jimmie Calhoun ( VO ) Gaston Courtecade ( VF )
- Ivor McFadden : Percy
- Bertram Grassby : Duc de Sauterne ( VO ) Duc de Xéres ( VF )
- Edward Jobson : Michael Calhoun ( VO ) Courtecade père ( VF )
- William V. Mong : Larry
- Bert Woodruff : Musk
- Martha Mattox : la femme de Musk